# A Contract with God
A Contract with God (Contracte amb Déu) A Contract with God and Other Tenement Stories, títol a l'original, és una novel·la gràfica del dibuixant nord-americà Will Eisner publicada l'any 1978. El cicle de contes del llibre gira al voltant de personatges jueus pobres que viuen en un habitatge a la ciutat de Nova York. Eisner va produir dues seqüeles ambientades en la mateixa finca: A Life Force el 1988 i Dropsie Avenue el 1995. Encara que el terme "novel·la gràfica" no es va originar amb Eisner, se li atribueix al llibre la popularització del seu ús.
Quatre històries independents conformen el llibre: a "Un contracte amb Déu" un home religiós renuncia a la seva fe després de la mort de la seva jove filla adoptiva; a "The Street Singer" una diva ha estat intenta seduir una jove cantant de carrer pobre, que intenta aprofitar-se al seu torn; un racista assetjador és conduït al suïcidi després de falses acusacions de pedofília a "The Super"; i "Cookalein" entrellaça les històries de diversos personatges de vacances a les Catskill Mountains. Les històries estan relacionades temàticament amb motius de frustració, desil·lusió, violència i qüestions d'identitat ètnica. Eisner utilitza imatges grans i monocromàtiques en perspectiva dramàtica, i emfatitza les expressions facials dels personatges caricaturitzats; pocs panells o subtítols tenen vores tradicionals al seu voltant.
Eisner va començar la seva carrera de còmics l'any 1936 i durant molt de temps havia mantingut ambicions artístiques per al que es considerava un mitjà baix. No va trobar cap suport per a les seves idees, i va abandonar el món del còmic comercial després d'acabar la seva obra d'autor The Spirit el 1952. El creixement del fandom del còmic el va convèncer de tornar als anys setanta, i va treballar per fer realitat les seves aspiracions de crear còmics amb contingut literari. Volia una editorial principal per al llibre i que el vengués a les llibreries tradicionals, més que a les botigues de còmics; la petita premsa Baronet Books va publicar A Contract with God el 1978 i la va comercialitzar com una "novel·la gràfica", que després es va convertir en el terme comú per a llibres de còmics. Al principi es va vendre lentament, però es va guanyar el respecte dels companys d'Eisner, i des de llavors ha estat reimprès per editorials més grans. A Contract with God va consolidar la reputació d'Eisner com a estadista més gran dels còmics, i va continuar produint novel·les gràfiques i treballs teòrics sobre còmics fins a la seva mort el 2005.

## Continguts i resums argumentals

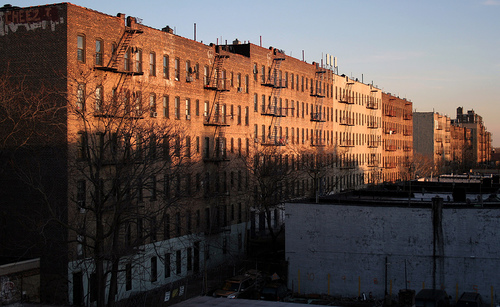
Les històries deriven dels records de Will Eisner de la seva infància en edificis de cases del Bronx.

A Contract with God barreja el melodrama amb el realisme social. Després de la introducció d'un autor, "A Tenement in the Bronx", el llibre conté quatre històries ambientades en un edifici d'habitatges; deriven en part dels records personals d'Eisner creixent en un habitatge al Bronx. Amb A Contract with God pretenia explorar una àrea de la història jueu-americana que considerava poc documentada, alhora que demostrava que el còmic era capaç d'una expressió literària madura, en un moment en què rebia poca consideració com a mitjà artístic. En el prefaci va afirmar el seu objectiu de mantenir l'exageració en els seus dibuixos animats dins de límits realistes.
La història "A Contract with God" es va basar en els sentiments d'Eisner per la mort als setze anys de la seva filla Alice. En la seva introducció a l'edició de 2006 del llibre, Eisner va escriure per primera vegada sobre això i els sentiments que va sentir cap a Déu que es van reflectir a la història. "The Street Singer" i "The Super" són ficció, però van sorgir dels records d'Eisner de persones que havia conegut a les cases de la seva joventut. "Cookalein" va ser el més autobiogràfic: el personatge principal "Willie" fins i tot porta el sobrenom d'infància d'Eisner. Eisner va remarcar que "va necessitar molta determinació, una mena de coratge, per escriure aquesta història".
El contingut sexual de les històries és destacat, encara que no de la manera gratuïta de la celebració de l'hedonisme dels Còmic underground, que contrastava amb l'estil de vida conservador d'Eisner, l'home de negocis de mitjana edat. Eisner no va utilitzar cap profanitat al llibre, i segons el crític Josh Lambert el sexe a Contracte no és tant eròtic com inquietant, els personatges frustrats o plens de culpa.

## "A Contract with God"
A Rússia, el jove i profundament religiós jueu hassídic Frimme Hersh talla un contracte amb Déu en una tauleta de pedra per viure una vida de bones accions; li atribueix el seu èxit posterior a la vida. Es trasllada a Nova York, a un edifici d'habitatges al 55 de Dropsie Avenue, i viu una vida senzilla dedicada a Déu. Adopta una nena, Rachele, que és abandonada a la seva porta. Quan mor d'una malaltia sobtada, Hersh s'enfada i acusa Déu de violar el seu contracte. Abandona la seva fe, s'afaita la barba i viu una vida com a empresari avar en un àtic amb una mestressa gentil. Utilitza il·lícitament els lligams d'una sinagoga que li van ser confiats per comprar l'edifici de cases on havia viscut quan era pobre. Se sent insatisfet amb la seva nova forma de vida, i decideix que necessita un nou contracte amb Déu per omplir el buit que sent. Fa que un grup de rabins redactin un nou contracte, però quan torna amb ell a casa, li falla el cor i mor. Un nen, Shloime, troba l'antic contracte d'Hersh i signa el seu propi nom. Eisner va adjuntar una pàgina a l'edició de 2006, que representava a Shloime pujant les escales cap a l'habitatge.
Eisner va qualificar la creació de la història com "un exercici d'angoixa personal", ja que encara estava afligit i enfadat per la mort de la seva filla Alice per leucèmia als 16 anys. En els primers esbossos de la història, Eisner va utilitzar el seu nom per a la filla adoptiva d'Hersh, i va expressar la seva pròpia angoixa a través de Hersh. Va declarar: "L'argument [de Hersh] amb Déu era meu. Vaig exorcitzar la meva ràbia contra una deïtat que creia que violava la meva fe i vaig privar la meva encantadora filla de 16 anys de la seva vida en el mateix moment de la seva floració".

## "El cantant de carrer"
Marta Maria, una cantant d'òpera envellida, intenta seduir un jove, Eddie, a qui troba cantant als carrerons entre edificis de cases. Havia abandonat la seva pròpia carrera de cantant per un marit alcohòlic; ella espera tornar al món de l'espectacle com a mentor d'Eddie i li dona diners per la roba. En canvi, compra whisky i torna amb la seva dona embarassada, que ella mateixa havia abandonat el negoci de l'espectacle per a ell i de qui maltracta. Ell espera aprofitar-se de Maria i construir una carrera de cantant real, però és incapaç de tornar a trobar la diva envellida: no sap la seva adreça i els edificis de cases li semblen iguals.
Eisner va basar la història en els records d'un home a l'atur que va fer la ronda dels habitatges cantant "cançons populars o òperes d'òpera incòmodes" per canviar-se de sobra. Eisner va recordar haver llençat les monedes del cantant de carrer en ocasions, i va considerar que "va ser capaç d'immortalitzar la seva història" a "The Street Singer".

## "El súper"
Els que viuen a l'habitatge al 55 de Dropsie Avenue tenen por i desconfien del seu superintendent antisemita, el Sr. Scuggs. La jove neboda de la senyora Farfell, Rosie, baixa al seu apartament i li ofereix un cop d'ull a les seves calces per un níquel. Després de rebre el níquel, enverina el gos d'en Scuggs i l'únic company, l'Hugo, i li roba els diners. L'acorralla en un carreró, on els llogaters el veuen i truquen a la policia, acusant-lo d'intentar molestar a un menor. Abans que la policia pugui entrar al seu apartament per arrestar-lo, es dispara a si mateix, abraçant el cos d'Hugo.
Eisner va escriure que va basar el superintendent en el "misteriós però amenaçador custodi" de la seva casa d'infantesa. Eisner va afegir una pàgina a l'edició de 2006 en la qual es posa un cartell "Super Wanted" a l'edifici de l'habitatge, després de la conclusió original de Rosie comptant els seus diners robats.

## "Cookalein"
"Cookalein" és una història d'inquilins del 55 de Dropsie Avenue de vacances al país. Per estar sol amb la seva amant, un home anomenat Sam envia la seva dona i els seus fills a les muntanyes Catskill, on s'allotgen en un "cookalein" (en yiddish: kochalayn, "nomes cuina", un lloc per als pensionistes amb accés a una cuina).
Un tallador de roba anomenat Benny i una secretària anomenada Goldie s'allotgen en un hotel car a prop del cookalein, tots dos amb l'esperança de trobar algú ric amb qui casar-se; es confonen amb un objectiu ric, i quan ho descobreixen, Benny viola a Goldie. Herbie, un intern que Goldie havia rebutjat abans, la pren a càrrec seu i Benny passa a cortejar una hereva. Una dona gran sedueix el fill de quinze anys de Sam, Willie, al cookalein; són descoberts pel seu marit que, després de colpejar-la, li fa l'amor davant del noi.

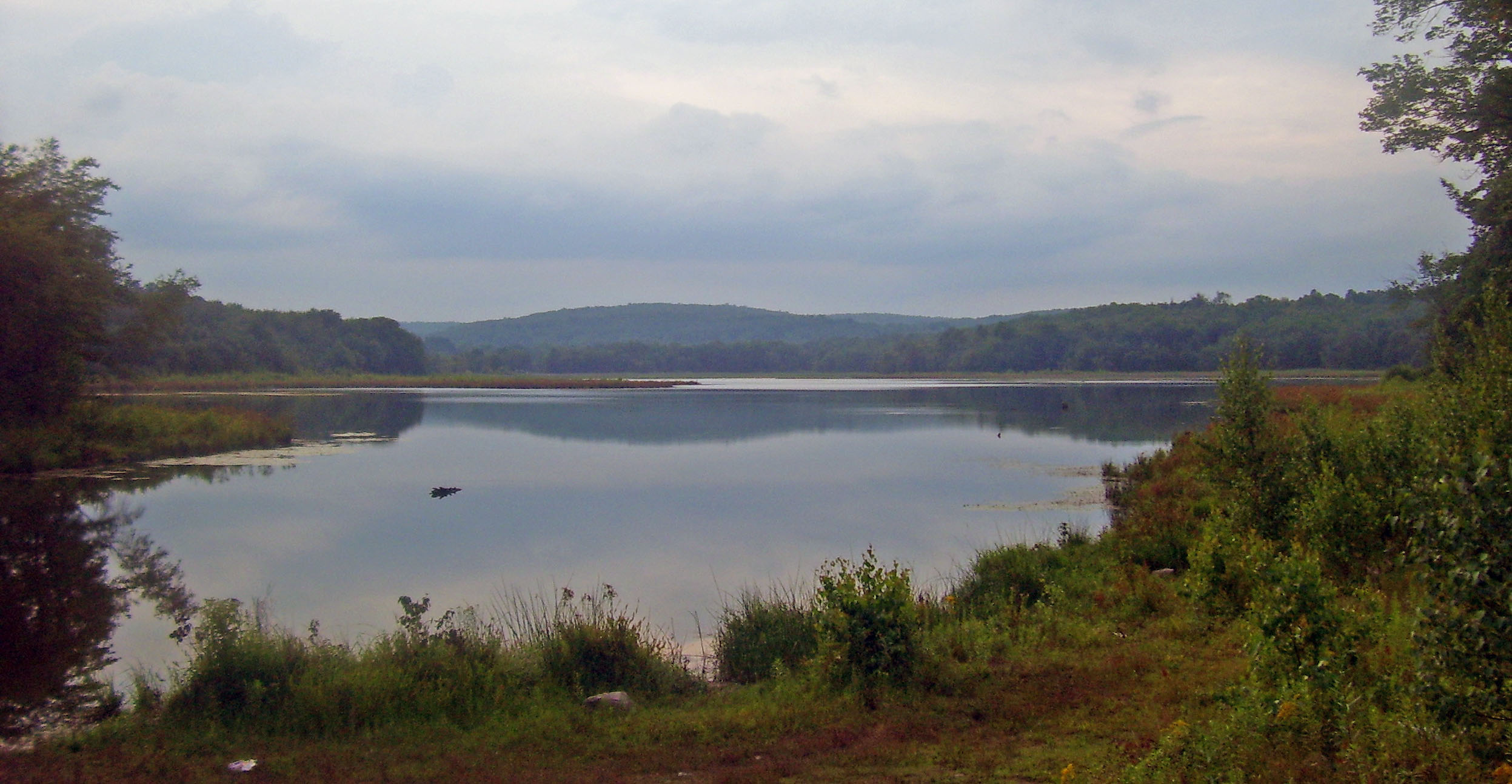
Silver Lake, Woodridge, Nova York, un llac a les muntanyes Catskill.

Al final de l'estiu, els estiuejants tornen a Dropsie Avenue. Goldie i Herbie estan compromesos, i Benny creu que es casarà amb el negoci dels diamants. Willie es veu afectat per les seves experiències, però no les expressa, i la seva família té previst abandonar l'habitatge. Per a l'edició de 2006, Eisner va afegir una pàgina addicional de Willie des d'una perspectiva de retrovisió, mirant des del seu balcó.
"Cookalein" va ser la més obertament autobiogràfica de les històries: Eisner va utilitzar els noms reals dels membres de la seva família: els seus pares Sam i Fannie, el seu germà Petey i ell mateix, "Willie". Eisner va anomenar "Cookalein" "un relat honest de [la seva] majoria d'edat" que era "una combinació d'invent i record".

## Antecedents
Will Eisner va néixer a Nova York el 1917 d'immigrants jueus pobres. Ha dit que volia una carrera en les arts, però que els jueus pobres de l'època estaven restringits a les universitats de classe alta on podia estudiar-la. Com altres de la seva generació, es va dedicar al còmic com a sortida artística, carrera que va començar el 1936. A finals dels anys 30 va ser copropietari d'un estudi que produïa contingut per a còmics; va abandonar l'estudi l'any 1940 per produir la seva creació més coneguda, la formalment inventiva The Spirit, que va aparèixer com a inserció de diari entre 1940 i 1952. Després del seu final, Eisner es va retirar del món del còmic i es va centrar en l'American Visuals Corporation, que havia fundat el 1948 per produir còmics educatius i comercials i mitjans relacionats. Amb l'augment del fandom dels còmics a la dècada de 1970, Eisner va descobrir que encara hi havia interès pels seus còmics Spirit de dècades, i que els fans volien més feina d'ell. Després que American Visuals va cessar el 1972, Eisner va signar un acord amb l'editor de còmics clandestins Denis Kitchen per reimprimir antigues històries de Spirit. Van seguir altres reimpressions, però Eisner no estava disposat a fer noves històries d'Esperits; en canvi, volia fer alguna cosa més seriosa, inspirada en part en les novel·les sense paraules de Lynd Ward que va llegir per primera vegada el 1938 i en treballs similars del flamenc Frans Masereel i l'alemany Otto Nückel.
Eisner havia tingut més ambicions artístiques per als còmics des que va fer The Spirit. Des de la dècada de 1950, havia estat desenvolupant idees per a un llibre, però no va poder obtenir suport per a elles, ja que els còmics eren vists tant pel públic com pels seus professionals com un entreteniment de baix estatus; en una reunió de la National Cartoonists Society el 1960, Rube Goldberg va retreure les ambicions d'Eisner dient: "Ets un vodevilesc com la resta de nosaltres... no ho oblidis mai!"
Amb l'acceptació crítica del còmic underground a la dècada de 1970, Eisner va veure un mercat potencial per a les seves idees. L'any 1978, va produir el seu primer llibre, un treball per a adults, A Contract with God. La va comercialitzar com una "novel·la gràfica", un terme que s'utilitzava des dels anys 60, però que era poc conegut fins que Eisner la va popularitzar amb Contract. Tot i que va ser un modest èxit comercial, Eisner va ser financerament independent, i aviat es va posar a treballar en una altra novel·la gràfica Life on Another Planet,[32] i va completar divuit novel·les gràfiques més abans de la seva mort el 2005; dues presentaven l'autobiogràfic Willie de la història "Cookalein": The Dreamer (1986) i To the Heart of the Storm (1991).
Eisner es va criar en una llar religiosa, però ell mateix era un incrédulo reticent. El 1970, la seva filla Alice, de setze anys, va morir després d'una batalla de divuit mesos contra la leucèmia. Eisner estava enfurismat i es va preguntar com un Déu podia deixar passar una cosa així; va tractar el seu greuge submergint-se en la seva obra. Quan treballava a "A Contract with God", va intentar captar aquestes emocions interpretant el personatge de Frimme Hersh al seu cap.
| «              | No puc atribuir el patró de la meva vida a la mà de Déu, encara que m'agradaria perquè semblaria que en algun lloc hi ha una mà que la guia. Això seria una gran comoditat. Però no hi trobo cap motiu. | » |
| — Will Eisner, | |   |

## Estil
La narració s'escriu com a part de l'obra d'art, en lloc d'apartar-se en requadres de subtítols, i Eisner fa poc ús dels panells d'estil de caixa convencionals, sovint evitant completament les vores dels panells, delimitant espais amb edificis o marcs de finestres. Les pàgines no estan ocupades i tenen dibuixos grans que se centren en l'expressió facial. Va permetre que la durada de les històries es desenvolupés en funció del seu contingut, en lloc d'un recompte de pàgines establert com era tradicional als còmics abans d'aquell moment. Eisner emfatitza l'entorn urbà amb una perspectiva dramàtica, vertical i obres d'art fosques amb molt de clarobscur, i utilitza motius visuals per lligar les històries. La pluja fosca i vertical que envolta Hersh quan enterra la seva filla a la primera història es fa ressò de la imatge final revisada de l'última història, en la qual Willie mira cap al cel de la ciutat amb un estil plujós eclosionat semblant a "Eisenshpritz". L'obra d'art monocromàtica es va imprimir en tons sèpia, més que en blanc i negre convencional.
En contrast amb els còmics del gènere dels superherois, en què Eisner va fer un treball destacat al començament de la seva carrera, els personatges d'A Contract with God no són heroics; sovint se senten frustrats i impotents, fins i tot quan fan actes aparentment heroics per ajudar els seus veïns. Els personatges es representen d'una manera caricaturesca que contrasta amb els fons realistes, encara que els fons es representen amb menys detall que a l'obra d'Eisner a The Spirit; segons l'escriptor Dennis O'Neil, aquest estil imita el sentit impressionista de la memòria. Eisner va explorar més a fons aquest tipus de personatges i situacions en els seus altres llibres de Dropsie Avenue, com A Life Force.

## Anàlisi
Les històries comparteixen temes de desil·lusió i frustració davant els desitjos frustrats. Frimme Hersh es dol per la mort de la seva filla, que ell percep com un incompliment del seu contracte amb Déu; el cantant de carrer Eddie torna a la insignificança quan es troba incapaç de trobar el seu aspirant a benefactor; el de Goldie i Willie; Els ideals romàntics queden desil·lusionats després de la seva gairebé violació i la seva seducció. La violència també uneix les històries; La pallissa de la dona d'Eddie es reflecteix en la pallissa que la seductora de Willie rep del seu marit.
Els personatges no es representen ni com a purament bons ni dolents: per exemple, Rosie a "The Super" triomfa sobre el superintendent racista i abusiu robant-li els diners, incriminant-lo per pedofília i conduint-lo al suïcidi. El confinament és un tema destacat; Eisner tria perspectives a través de les quals el lector veu els personatges emmarcats per portes, marcs de finestres o llençols de pluja. Frimme Hersh busca alliberar-se de l'antisemitisme opressiu d'Europa de l'Est; hi ha un sentiment d'exaltació pels personatges de la història final mentre troben la sortida del confinament de la casa i de la ciutat.
Segons l'acadèmic Derek Royal, l'ètnia jueva és destacada al llarg de les històries; a "A Contract with God" i "Cookalein", la simbologia religiosa i cultural jueva és destacada, tot i que al mig de les dues històries, hi ha poques evidències exteriors de la juevaitat dels personatges. Les dues històries exteriors emfatitzen encara més la identitat jueva amb les parts extraurbanes dels seus entorns: l'origen rural rus del religiós Hersh a "Contracte" i les muntanyes Catskill a "Cookalein", un refugi comunament associat amb els jueus al segle xx. Eisner tracta de representar la identitat jueva a través de la comunitat. Juxtaposa històries individuals i personatges individuals, que tenen experiències diferents que poden ser incompatibles entre si; això confon qualsevol definició única de "jueva", encara que hi ha un sentit comunitari que uneix aquests personatges i la seva jueva. Royal argumenta que Eisner mostra la naturalesa no resolta de la identitat americana, en la qual les ètnies estan en conflicte entre l'assimilació cultural i les seves associacions ètniques. A mesura que avança el llibre, els personatges passen d'un jueu obert a nivells més alts d'assimilació, presentat com un canvi ambivalent que té uns costos propis.
Royal va argumentar que el llibre no només era important per als estudis de còmics, sinó també per a l'estudi de la literatura jueva i ètnica nord-americana. Igual que els cicles de contes curts comuns a la prosa jueva contemporània, en què les històries poden ser soles, però es complementen entre si quan es llegeixen com un paquet poc integrat, Royal va escriure que Contract es podria descriure millor com un "cicle gràfic" en lloc d'una "novel·la gràfica". " Va escriure que aquests cicles, així com el d'Eisner, emfatitzaven una multiplicitat heterogènia de perspectives, ja que "la literatura ètnica nord-americana no es pot definir mai monolíticament".

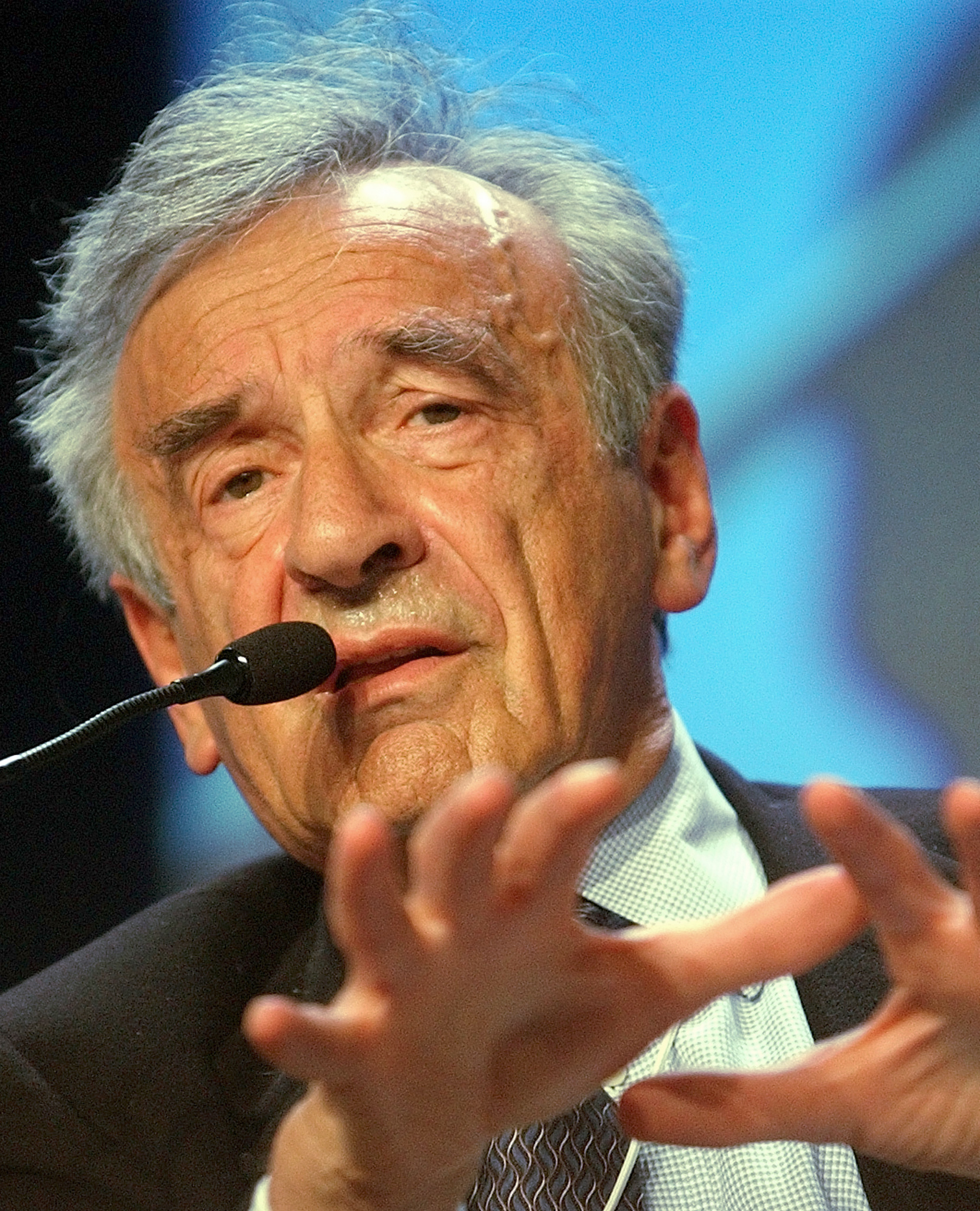
L'escriptor de l'Holocaust Elie Wiesel va fer del deure de Déu de respectar el primer manament el tema de l'obra El judici de Déu (1979).

El crític d'art Peter Schjeldahl va veure l'endèmica "excessiva" del còmic nord-americà, i el treball d'Eisner, com "poc adequat per a temes seriosos, especialment aquells que incorporen una història social autèntica". L'obra ha estat criticada pel seu ús d'imatges estereotipades; l'escriptor Jeremy Dauber va respondre que aquestes imatges reflecteixen els propis records d'Eisner de la seva joventut i les restriccions que els jueus sentien a les cases. Altres van dir que els dissenys de personatges caricaturitzats entraven en conflicte amb el realisme de les històries; l'adequació de l'estil va ser defensada per altres, com Dennis O'Neil, que va dir que reflecteixen millor la manera impressionista que un nen recorda el passat.
El concepte de contracte o pacte amb Déu és fonamental per a la religió jueva. La idea que Déu ha de mantenir el seu final del primer manament ha estat objecte d'obres com l'obra d'Elie Wiesel El judici de Déu (1979), feta en resposta a les atrocitats que Wiesel va presenciar a Auschwitz. Per a l'historiador de l'art Matthew Baigell, l'angoixa de Hershe pel que fa a la seva relació amb Déu és una resposta moderna a les preguntes de Hillel el Vell citades al Pirkei Avot: "Si no sóc per a mi, qui ho serà per a mi? Però si sóc per a mi mateix? jo mateix, què sóc? I si no ara, quan?" L'estudiosa literària Susanne Klingenstein va trobar el personatge de Hersh poc realista des del punt de vista de l'erudició jueva. Va escriure que "el sofriment dels justos" és "un dels problemes més grans del pensament jueu", i que un personatge tan devotament religiós com Hersh no hauria lluitat amb el que ella considerava l'ensenyament elemental dels jueus.

## Història de la publicació
El llibre va trigar dos anys a acabar. Eisner va treballar a través d'una varietat d'enfocaments i estils, i va jugar amb l'ús de colors, superposicions o rentats, abans de decidir-se per un estil de línia dura imprès en sèpia. Com que no tenia termini, va reelaborar i reseqüenciar les històries fins que va quedar satisfet.
Eisner pretenia que A Contract with God tingués un públic adult, i volia que es vengués a les llibreries en lloc de les botigues de còmics; com a tal, va rebutjar una oferta de Denis Kitchen per publicar-la. Encara que tenia contactes a Bantam Books, sabia que no estarien interessats a publicar còmics. Per assegurar-se una reunió amb l'editor Oscar Dystel allà, va anomenar el llibre una "novel·la gràfica". Quan Dystel va descobrir que el llibre era en realitat còmics, va dir a Eisner Bantam que no el publicaria, però que un editor més petit podria.
Baronet Press, una petita editorial de Nova York, va acceptar publicar A Contract with God, que porta el crèdit "Produced by Poorhouse Press" de "White Plains, N.Y." a la seva pàgina d'indicis. Eisner havia pensat originàriament anomenar el llibre Tenement Stories, Tales from the Bronx o A Tenement in the Bronx, però Baronet el va titular A Contract with God, després de la història principal, com el terme "habitatge". no era àmpliament conegut fora de l'est dels Estats Units. El llibre de butxaca comercial portava el terme "novel·la gràfica", encara que és una col·lecció d'històries més que una novel·la. Com que Baronet no era econòmicament sòlid, Eisner li va prestar diners per assegurar-se que el llibre fos publicat.
El llibre té 196 pàgines. Baronet va publicar la primera edició l'octubre de 1978 en edicions de tapa dura i de butxaca comercial; la tapa dura es va limitar a una tirada signada i numerada. Les vendes van ser inicialment pobres, però la demanda va augmentar amb els anys. Kitchen Sink Press va reeditar el llibre el 1985, igual que DC Comics el 2001 com a part de la seva biblioteca Will Eisner; i W. W. Norton el va recollir el 2005 com a The Contract with God Trilogy en un sol volum amb les seves seqüeles, A Life Force (1988) i Dropsie Avenue (1995). L'edició de Norton, i les edicions independents posteriors de Contract, incloïen pàgines finals addicionals a les històries. A partir del 2010, s'han publicat almenys onze traduccions, inclosa en Yiddish (Lambiek, 1984), un idioma que hauria estat comú amb molts dels personatges del llibre.
Dark Horse Books va publicar A Contract with God Curator's Collection de Will Eisner l'any 2018. Aquesta edició de dos volums reimprimeix tota la novel·la gràfica a mida 1:1 a partir de l'art original a llapis en un volum i de l'art original de tinta al segon volum. Va ser nominat a dos premis Eisner el 2019, amb l'editor i dissenyador John Lind guanyant un premi a la "Millor presentació".
Edicions
- 1978 Baronet Books, ISBN 978-0-89437-045-8 (tapa dura), ISBN 978-0-89437-035-9 (rústica comercial)
- 1985 Kitchen Sink Press, ISBN 978-0-87816-018-1 (tapa tova), ISBN 978-0-87816-017-4 (tapa dura limitada a 600 còpies)[63]
- 2001 DC Comics, ISBN 978-1-56389-674-3 (Biblioteca Will Eisner)
- 2005 W. W. Norton, ISBN 978-0-393-06105-5 (Trilogia El contracte amb Déu)
- 2006 W.W. Norton, ISBN 978-0-393-32804-2
- 2017 W. W. Norton, ISBN 978-0-393-60918-9 (edició del centenari)
- 2018 Kitchen Sink Books/Dark Horse Books, ISBN 978-1-50670-639-9 (A Contract with God Curator's Collection)

## Recepció i llegat

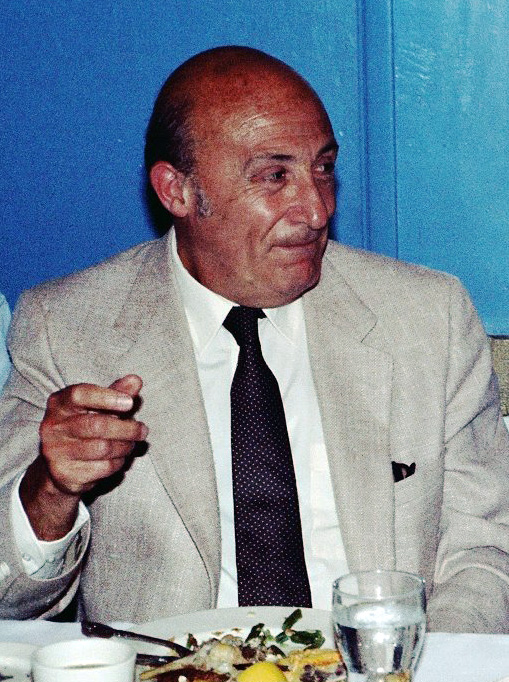
Contract with God va aportar un estatus més gran a la comunitat de còmics a Will Eisner.

Contracte amb Déu s'ha citat sovint, encara que erròniament, com la primera novel·la gràfica; el revisor de còmics Richard Kyle havia utilitzat el terme el 1964 en un butlletí de fans, i havia aparegut a la portada de The First. Kingdom (1974) de Jack Katz, amb qui Eisner havia mantingut correspondència. Una sèrie de còmics de llibres van precedir Contract, almenys fins a He Done Her Wrong (1930) de Milt Gross. Un contracte amb Déu va cridar més atenció que aquests esforços anteriors, en part a causa del'estatus més gran d'Eisner a la comunitat del còmic. Es considera una fita en la història del còmic nord-americà no només pel seu format, sinó també per les seves aspiracions literàries i per haver prescindit dels topics del gènere del còmic.
Eisner va continuar produint novel·les gràfiques en una tercera fase de la seva carrera de dibuixant que, finalment, va durar més temps que els seus períodes en còmics o en còmics educatius. Segons l'historiador de còmics R. Fiore, el treball d'Eisner com a novel·lista gràfic també va mantenir la seva reputació com "una figura contemporània més que una relíquia del passat tènue".
L'editor N. C. Christopher Couch va considerar que el format físic del llibre era la principal contribució d'Eisner a la forma de la novel·la gràfica; pocs en l'edició de còmics tenien experiència en la creació d'apostes, [f] mentre que Eisner va adquirir una íntima familiaritat amb el procés durant la seva etapa a American Visuals. El llibre va aconseguir entrar a les llibreries, tot i que les vendes inicials van ascendir a uns quants milers d'exemplars el primer any; les botigues tenien dificultats per trobar una secció adequada on guardar-la. Es va exposar a la llibreria Brentano's de Manhattan, i segons es va vendre bé. Eisner va visitar la botiga per esbrinar com anava el llibre després de ser retirat de la pantalla. El gerent li va dir que s'havia col·locat a la secció religiosa, i després amb humor, però els clients havien manifestat la seva preocupació perquè el llibre no pertanyia a aquestes seccions. El gerent es va rendir i va guardar el llibre al celler.
Les primeres crítiques van ser positives. El màrqueting del llibre consistia inicialment en el boca-orella i en fanzins i publicacions periòdiques comercials, ja que els diaris i revistes generals no solien revisar còmics en aquell moment. L'escriptor de còmics Dennis O'Neil va dir que Contract era "una obra mestra" que va superar les seves expectatives. O'Neil va escriure que la combinació de paraules i imatges imitava l'experiència de recordar amb més precisió del que era possible amb la prosa pura. La ressenya d'O'Neil va aparèixer originalment a The Comics Journal, i va ser usada per a les edicions posteriors del llibre d'Eisner. El crític Dale Luciano va qualificar el llibre d'una "obra mestra perfectament i exquisidament equilibrada...", i va elogiar Kitchen Sink Press per reimprimir un "projecte arriscat" el 1985.
L'estatus d'Eisner com a dibuixant va créixer després de l'aparició d'A Contract with God, i la seva influència es va veure augmentada amb la seva etapa com a professor a l'Escola d'Arts Visuals de Nova York, on va exposar les seves teories sobre el mitjà. Més tard va convertir les seves conferències en els llibres Comics and Sequential Art (1985) —el primer llibre en anglès sobre els tràmits i el mitjà del còmic— i Graphic Storytelling and Visual Narrative (1995). A mesura que l'estima social d'Eisner creixia, es va desenvolupar una distinció entre els editors entre l'obra prenovel·la i la postnovel·la gràfica d'Eisner; editorials d'alt nivell com W. W. Norton han reeditat la seva obra de novel·la gràfica, mentre que la seva obra de superheroi Spirit ha estat reimpresa per editorials amb menys estima social com DC Comics. The Comics Journal va col·locar el llibre en el lloc 57 de la seva llista "Top 100 English-Language Comics of the Century", que el va anomenar "l'obra mestra d'un dels primers veritables artistes del mitjà".
El dibuixant Dave Sim va elogiar el llibre i va escriure que el rellegia amb freqüència, però va qualificar d'"una mica il·legítim" utilitzar el terme "novel·la gràfica" per a obres tan breus; va afirmar que podia llegir el llibre en "de vint a trenta minuts", que, segons ell, equivalen a "l'equivalent a un relat breu de vint pàgines".

## Adaptacions
A la Comic-Con International de San Diego celebrada el juliol de 2010, els productors Darren Dean, Tommy Oliver, Bob Schreck, Mike Ruggerio i Mark Rabinowitz van anunciar plans per a una adaptació cinematogràfica d'A Contract with God a partir d'un guió de Darren Dean, amb una versió diferent. director de cadascuna de les quatre històries.